# Alpha Antliae
Alpha Antliae (α Ant, α Antliae) é a estrela mais brilhante da constelação de Antlia. Não possui um nome próprio tradicional. A partir de sua paralaxe de 8,91 milissegundos de arcos, está a aproximadamente 370 anos-luz da Terra. Sua magnitude aparente varia entre 4,22 e 4,29.
É uma estrela gigante de classe K (tipo espectral K4 III) com uma temperatura efetiva de 3 990 K, o que dá a ela uma coloração alaranjada. Tem 2,2 vezes a massa do Sol e 53 vezes o raio solar. Está irradiando 555 vezes mais luminosidade que o Sol.